# Puerto de Mataró
El Puerto de Mataró es un puerto deportivo inaugurado en 1991 en la ciudad de Mataró, capital del Maresme. Está gestionado por el organismo público Consorcio Puerto Mataró y dispone de un total de 1.080 amarres para embarcaciones de hasta dieciocho metros de eslora. Actualmente está totalmente dedicado a la navegación deportiva, aunque en sus inicios contaba con una dársena pesquera y una lonja de pescado, ya desaparecidas.
Es miembro de la Asociación Catalana de Puertos Deportivos y Turísticos (ACPET) y desde 1998 está galardonado con la  bandera azul y el certificado EMAS en reconocimiento de la gestión medioambiental.

## Instalaciones y servicios

Desembarco en Mataró de la reina Isabel Cristina de Brunswick, esposa del archiduque Carlos (1708)

Los amarres cuentan con todos los servicios habituales (agua y electricidad) y el puerto dispone de grúa con capacidad para doce toneladas, pórtico elevador de 120 toneladas, aparcamiento, base náutica y un extenso varadero. También hay una gasolinera con servicio automático 24 horas.
En el Puerto de Mataró también hay una marina exclusiva para grandes esloras, la Mataró Marina Barcelona. Se trata de una base náutica diseñada especialmente para yates y superyates con acceso privado y uso exclusivo para sus clientes.
En los 7.000 m² de superficie que ocupa la zona comercial del puerto hay varias tiendas y talleres náuticos, entre los que se encuentran centros de vela, remo, pesca y submarinismo. Cuenta, también, con una oferta de bares, restaurantes y locales de ocio nocturno. Está situado a poca distancia del casco urbano de la localidad, donde se pueden encontrar todo tipo de comercios y servicios. En el año 2012 se inauguró el Hotel Atenea Port, el primer cuatro estrellas de la ciudad, con un total de 95 habitaciones y 10 apartamentos, restaurante y centro de spa.

## Historia Puerto

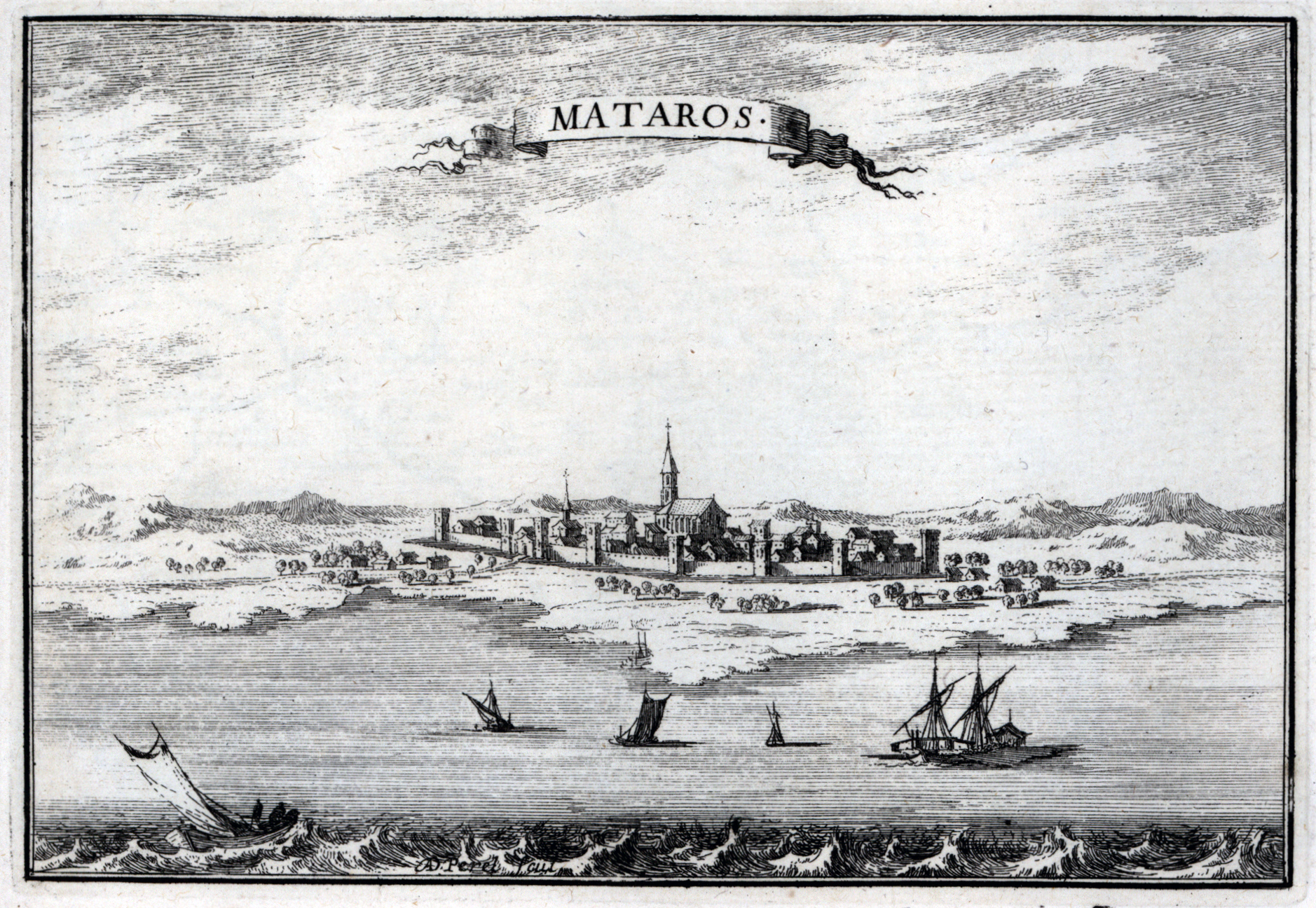
Vista panorámica de la ciudad de Mataró desde el mar (1668)

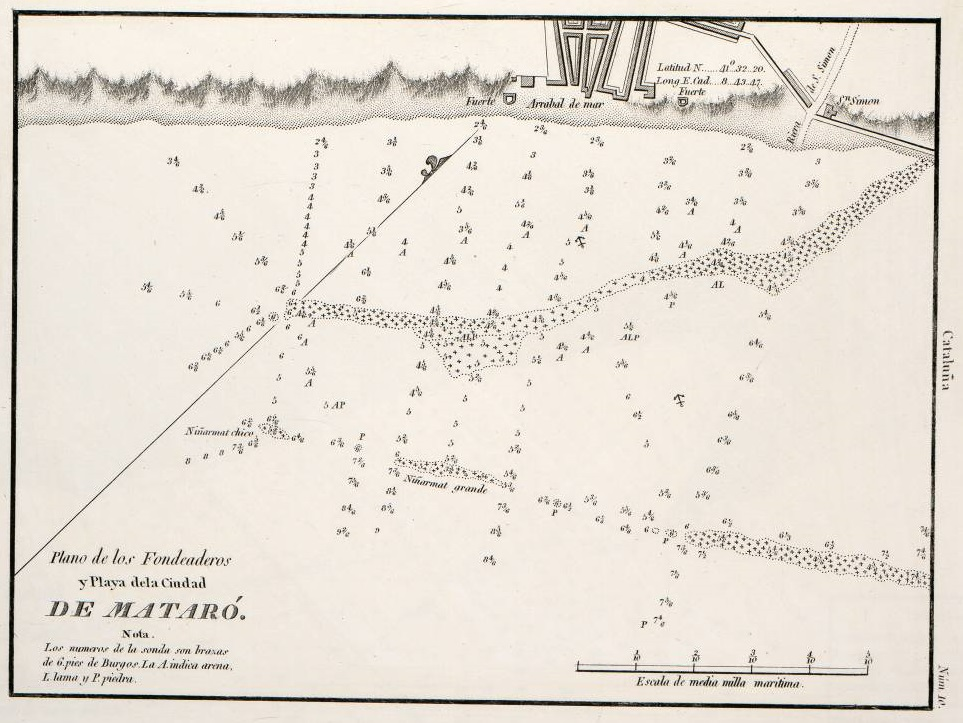
Plano de los fondeaderos y playa de la ciudad de Mataró (1813)

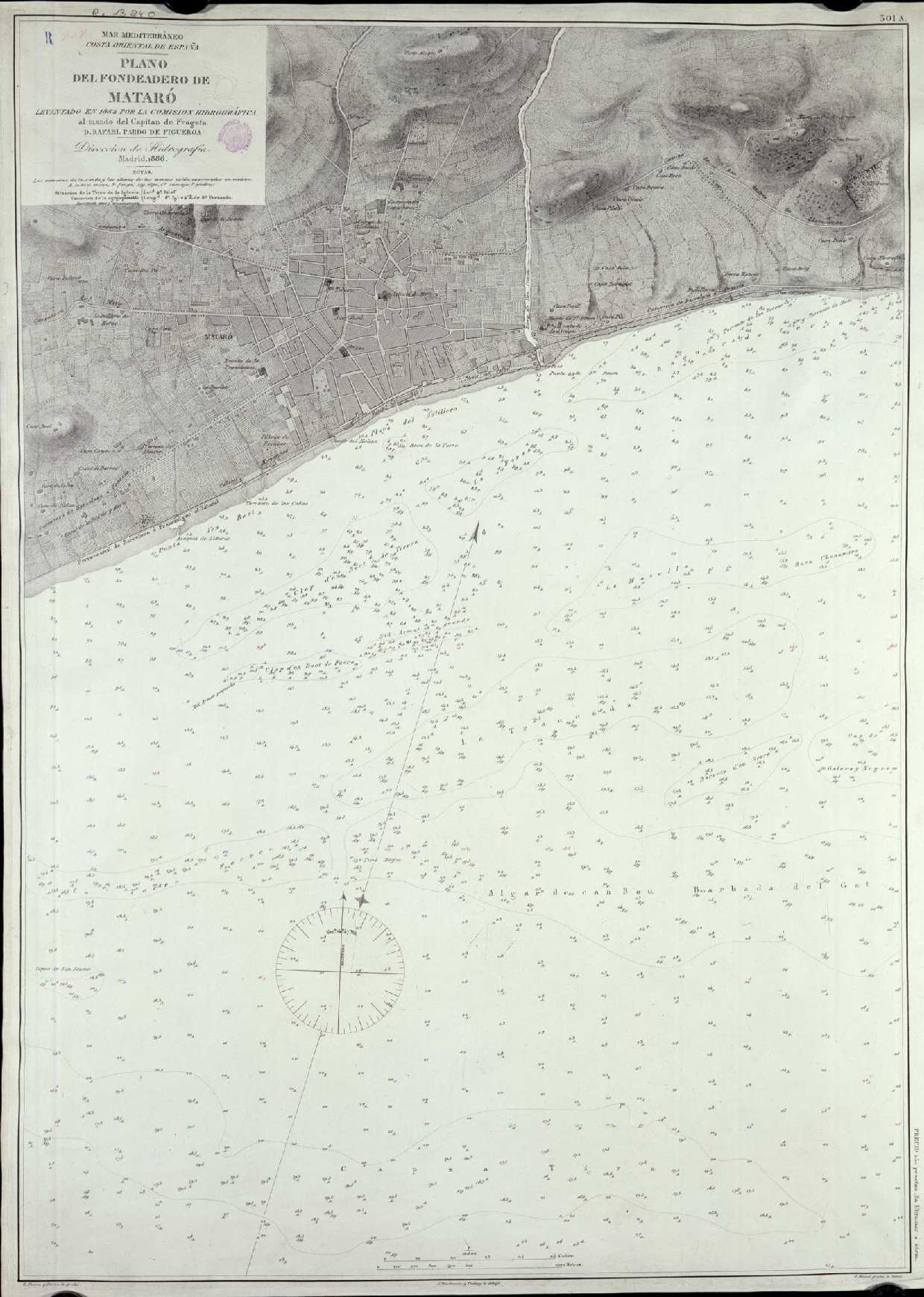
Plano del fondeadero de Mataró (1886)

El proceso de desarrollo del puerto en Mataró fue largo e infructuoso. La ciudad, carente de una conexión marítima a la altura de su desarrollo industrial y económico, ensayó sin éxito desde el XVIII la construcción de esta infraestructura estratégica, de la que ya disponían otras ciudades de tradición marinera cercanas como Barcelona o Arenys de Mar.
Sin embargo, Mataró mantuvo hasta mediados XIX una actividad naviera de primer orden, siendo uno de los puntos desde donde se organizaron más expediciones comerciales de ultramar hasta América y alojando uno de los astilleros donde se construían y matriculaban más naves de todo el litoral catalán. La capital maresmenca llegaría a ser la segunda población marítima de Cataluña en volumen comercial y número de marineros matriculados, por lo que fue declarada capital de una provincia marítima entre 1750 y 1867, de donde proviene la bandera de la ciudad.
A pesar de estos antecedentes, sin embargo, Mataró no tuvo éxito en su propósito hasta las postrimerías del XX, poniendo fin a una «frustración histórica» después de casi 300 años. El proyecto arquitectónico definitivo fue diseñado por Eduard Cot , Ángel Fábregas y Joan Antoni Torner y las instalaciones portuarias se pusieron en funcionamiento en 1991.

###### Cronología[7]
- '1701:'  solicitud a  Felipe V del permiso para construir un muelle o puerto, además de otros privilegios como la obtención del título de ciudad, concedidos por el monarca del año siguiente.
- '1779:'  proyecto de puerto realizado por el arquitecto mataroní Félix Puig, de dimensiones superiores a las actuales.
- '1886:'  se levantó el plano del fondeadero de Mataró expresando la necesidad y conveniencia de construir un puerto de refugio.
- '1918:'  se aprobó un nuevo proyecto impulsado por  Carles Padrós y se autorizó la subasta de las obras. El coste total de la obra ascendía a 1.390.756,45  pesetas. La subasta fue declarada desierta por dos veces y el proyecto aparcado.
- '1950:'  se aprobó un nuevo proyecto de Aurelio González Isla con un coste de 12.503.205 ptas. Pese iniciarse se terminó abandonando tras colocar el primer pilar.
- '1965:'  se construyó el espigón debido al alarmante retroceso de la playa, lo que reavivó las esperanzas de tener puerto e hizo nacer el Club Náutico de Mataró. Directivos y socios de la entidad presentaron un nuevo proyecto en julio de 1967 en la Jefatura de Costas.
- '1972:'  la Ayuntamiento de Mataró, la Caja de Ahorros Laietana, el Club Náutico de Mataró, la Cofradía de Pescadores, la Cámara Oficial de Comercio, Industria y Navegación de Barcelona y las Astilleros Xufré constituyeron una sociedad mixta pro-puerto con el nombre de puerto de Mataró SA.
- '1980:'  el Ministerio de Obras Públicas y Urbanismo otorgó la concesión administrativa a la empresa Puerto de Mataró SA.
- '1981:'  el Pleno municipal aprobó un proyecto que situaba el puerto entre las calles San Juan y San Antonio. Por Resolución de la Generalidad de Cataluña, la concesión se concedió por un plazo de 30 años.
- '1983:'  como respuesta a las protestas populares, se llevó el puerto más hacia poniente, entre la calle Lepanto y los astilleros Xufré.
- '1988:'  el presidente de la Generalidad de Cataluña,  Jordi Pujol, el alcalde  Manuel Mas y Josep Beltran colocaron la primera piedra del puerto el 10 de abril. Las obras comenzarían el 2 de mayo.
- '1991:'  el 7 de julio se inauguraron las instalaciones náuticas.
- '1993:'  se aprobó el proyecto de urbanización y se puso en funcionamiento la Zona Comercial.
- '1996:'  ante la imposibilidad de mantener la gestión privada, la Generalidad de Cataluña y el Ayuntamiento de Mataró crearon el organismo público Consorcio Puerto Mataró.

## Entidades y vida asociativa

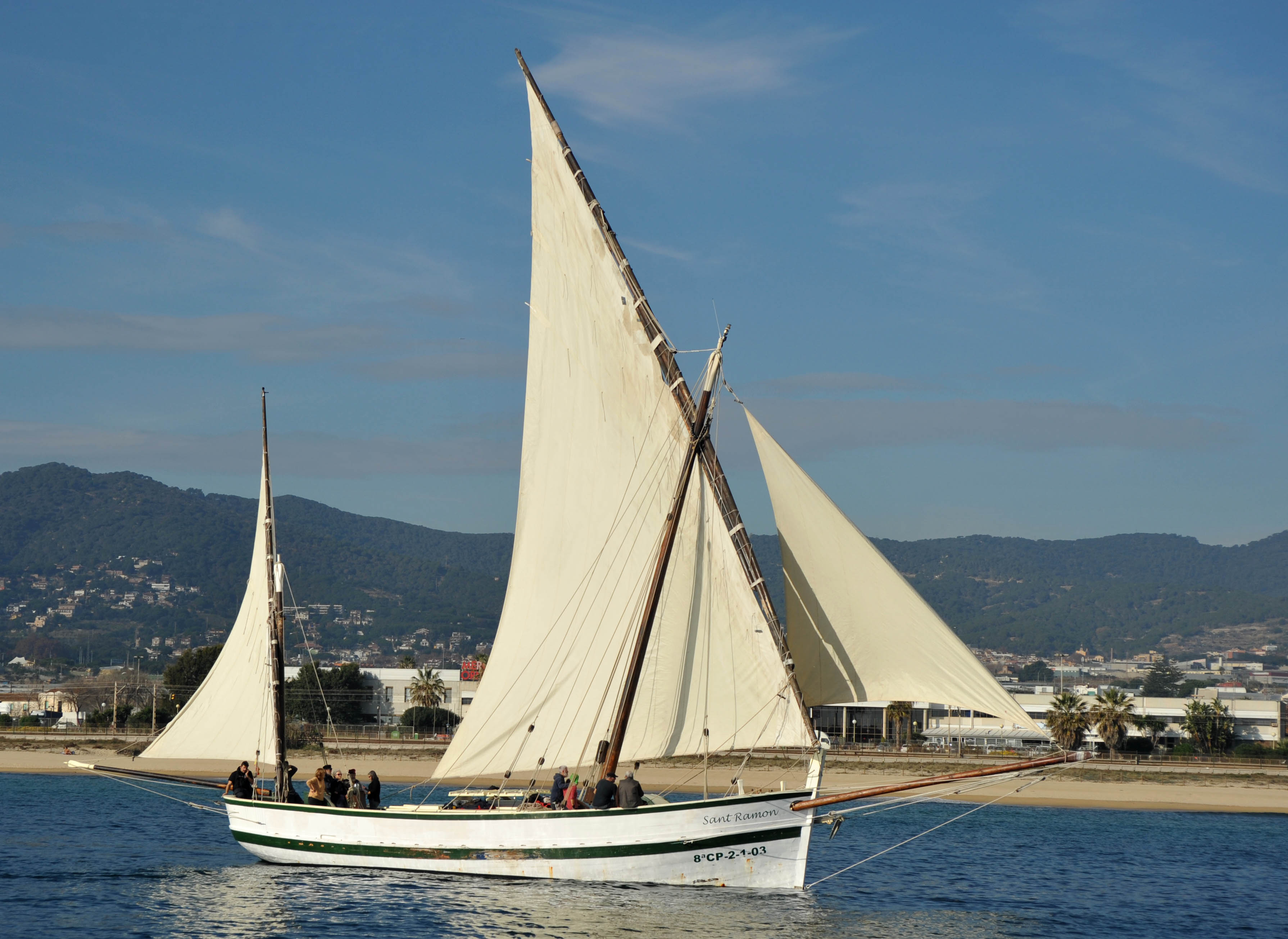
El laúd San Ramón

El Club Vela Mataró, el local social está situado en la parte alta del puerto, organiza diferentes cursos y regatas. Dispone de una rampa y una zona de varada de embarcaciones de vela ligera justo al lado de la bocana.
Otras entidades alojadas en las instalaciones portuarias son la Escuela de Vela Mataró, el Club de Remo Mataró y la Sociedad de Pesca y Actividades Subacuáticas (SPAS).
El Puerto de Mataró es el puerto base de la embarcación San Ramon , un laúd de 1904 gestionado por la asociación Bricbarca-Centro de Estudios Náuticos de Vilassar de Mar.

## Acceso marítimo
La bocana del puerto tiene una anchura de ochenta metros y un calado de sed. Desde el mar, resulta fácil de identificar gracias a los altos edificios del centro la ciudad. También puede utilizarse como referencia el castillo de Burriac, situado en la cima de un característico montaña de forma cónica. El litoral no presenta ningún impedimento para la navegación.
El faro de Mataró funciona con una fase de 4 destellos verdes en un espacio de 16 segundos, visible hasta 5 millas de distancia.
El servicio de Mariner y se comunica a través del Canal 9 de la VHF y funciona las 24 horas. A través de un convenio con la  Cruz Roja de Mataró, se ofrece un servicio de remolque y asistencia a embarcaciones averiadas.

## Acceso terrestre
- 'En coche:'  por el  autopista C-32 o la  carretera N-II.
- 'En transporte público:'  en tren de  Cercanías hasta Mataró. La estación se encuentra enfrente del puerto.